# Кумок Михайло Володимирович
Михайло Володимирович Кумок (нар. 5 лютого 1960, Мелітополь, Запорізька область, Українська РСР) — український журналіст, генеральний директор медіахолдингу Мелітопольські відомості, колишній директор телерадіокомпанії Мелітополь.

## Біографія
Народився 5 лютого 1960 року в Мелітополі. У 1977 році із золотою медаллю закінчив СШ № 5 Мелітополя, в 1982 році з червоним дипломом закінчив історичний факультет Дніпропетровського університету за спеціальністю «викладач історії». У 1982 році працював у Мелітопольському інституті механізації сільського господарства на кафедрі історії КПРС. У 1987 році навчався в аспірантурі Московського інституту історії Академії наук СРСР, захистив дисертацію і отримав вчений ступінь кандидата історичних наук. З 1988 року знову працював у Мелітопольському інституті механізації сільського господарства, на створеній за його участі кафедрі гуманітарної освіти.
Керує фондом Федора Конюхова в Україні з представником Запорізького обласного товариства сільського зеленого туризму Наталія Бернага.
У редакції газети «Мелітопольські відомості» працює з 1990 року, обіймав посади співредактора, заступника редактора, редактора, головного редактора, генерального директора. Під керівництвом Михайла Кумока газета «Мелітопольські відомості» стала найбільш тиражним суспільно-політичним виданням регіону.
З 1998 по 2002 рік — депутат Запорізької обласної ради.
19 березня 2014 рішенням міськради призначений директором муніципальної ТРК «Мелітополь». Цього ж року антикорупційний комітет попросив прокурора притягнути до кримінальної відповідальності директора комунального ТБ. На ім'я Анатолія Шевченка — керівника Антикорупційного Комітету Народної Ради, розташованого в будівлі Запорізької облдержадміністрації, надійшла скарга від журналістів Мелітополя, з проханням запобігти монополізації медіа-простору Мелітополя Михайлом Кумоком.
18 липня в 9.00 відбулася позачергова сесія міської ради з єдиним питанням на порядку денному — «Припинення повноважень директора КП ТРК» Мелітополь «Михайло Кумок». Тепер тимчасово виконує обов'язки директора комунального підприємства Ганна Абрамович. Потім на пл. Перемоги. Мелітопольський суд постановив доставити приводом до кабінету слідчого МВВС Михайла Володимировича для вручення йому підозри у справі про подвійне голосуванні на виборах Президента.
На початку серпня розпочато кримінальне провадження за ознаками ч.2 ст.345 КПК України — нанесення тілесних ушкоджень співробітникам правоохоронних органів. Слідчим Мелітопольського МВ на підставі ст.208 КПК України «Затримання уповноваженою посадовою особою» було прийнято рішення затримати фігуранта у даній справі громадянина Кумок М. В. строком до 72 годин.

### Сім'я
- Дружина — Віра Олександрівна, дизайнер, артдиректор редакції «МВ».
- Дочки — Тетяна та Світлана.